# レティシア・カスタ

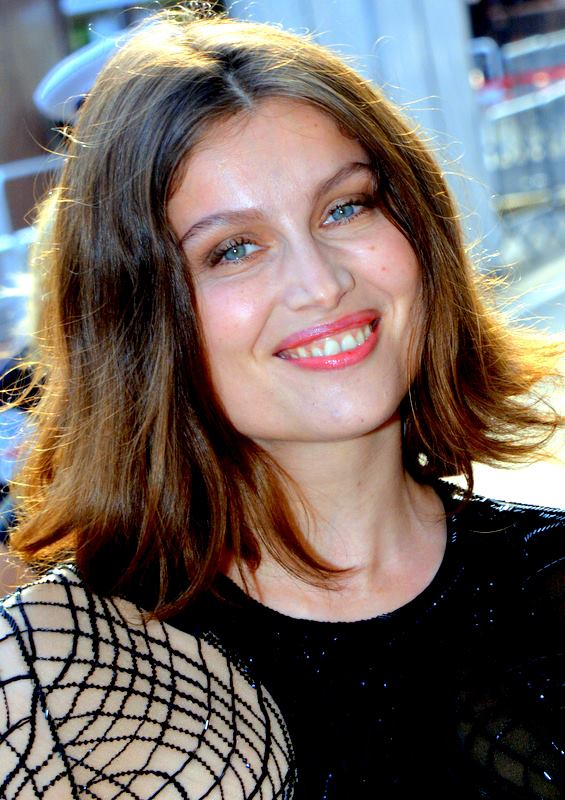
2016年度 カンヌ国際映画祭にて

レティシア・カスタ（Laetitia Casta, 1978年5月11日- ）は、フランス出身の女優、女性ファッションモデル、脚本家、映画監督、ユニセフ親善大使。

## 来歴
ウール県 ポン＝オードゥメールで育つ。父親はコルシカ人。15歳の時にスカウトされて、モデルの道へ進む。ヴィクトリアズ・シークレットや80以上の雑誌のカバーを飾り、ラルフ・ローレンやイヴ・サンローランなどのトップ・ブランドのモデルを務めた。
フランスでは絶大な人気を誇っており、フランス全土の市庁舎に飾られるマリアンヌ像のモデルにもなっている。ヨーロッパでは彼女の魅力の一つでさえあったが、歯並びの不整のため笑うと前歯の歯茎が出るところが、アメリカ人の美的感覚には合わず「笑わなければ美人」「口を開けたら残念な顔」という評価になり北米での人気がブレイクしなかった。現在はパリに在住している。

## 私生活
2001年、フランス人カメラマンのステファン・セドゥナウィとの間に長女を出産。2006年8月、イタリア人俳優ステファノ・アコルシとの間に長男を、2009年には女児を出産している。2015年よりルイ・ガレルと交際し、2017年に結婚した。

## 公的生活
- 2012年2月1日にこれまでの功績が称えられ、フランス芸術文化勲章[4]を受章した[5]。
- 2016年、ヨーロッパ写真美術館[6]／ドミニク・イセルマン[7]。
- 2016年、芸術監督「コアントロー・クリエイティブ・クルー」[8]。
- 2016年、ユニセフ親善大使[9]。
- 2017年、ロエベ[10][11]
- 2018年、関和亮監督の『シンデレラ』[12] 共 高橋一生[5][13]。
- 2019年、ピレリカレンダー[14]。
- 2021年、レジオンドヌール シュヴァリエ

## 作品

### 監督映画
| 公開年       | 邦題               | 原題   | 女優                                   | 備考                                              |
| ------------ | ------------------ | ------ | -------------------------------------- | ------------------------------------------------- |
| 2016         | \| 『私の中に』 \| | En moi | イヴァン・アタル ララ・ストーン 麿赤兒 | 第69回カンヌ国際映画祭 スペシャル・スクリーニング |
| 『私の中に』 |                    |        |                                        |                                                   |

### 出演映画
| 公開年 | 邦題 原題                                                                     | 役名                     | 備考                           |
| ------ | ----------------------------------------------------------------------------- | ------------------------ | ------------------------------ |
| 1999   | アステリクスとオベリクス Astérix et Obélix contre César                       | ファルバラ               |                                |
| 2000   | 青い自転車 La bicyclette bleue                                                | レア                     | テレビ・ミニシリーズ           |
| 2000   | ジターノ Gitano                                                               | ルシア                   |                                |
| 2002   | 歓楽通り Rue des plaisirs                                                     | マリオン                 |                                |
| 2003   | この胸のときめきを Errance                                                    | ルー                     |                                |
| 2004   | サンフェリーチェ/運命の愛 Luisa Sanfelice                                     | ルイザ・サンフェリーチェ | テレビ映画                     |
| 2008   | 娘と狼 La Jeune fille et les loups                                            | Angèle                   |                                |
| 2009   | ヴィザージュ Visage                                                           | サロメ                   |                                |
| 2010   | ゲンスブールと女たち Gainsbourg (Vie héroïque)                                | ブリジット・バルドー     | セザール賞助演女優賞ノミネート |
| 2012   | キング・オブ・マンハッタン 危険な賭け Arbitrage                               | ジュリー                 |                                |
| 2012   | ドント・ディスターブ! オレたち最強バディ Do Not Disturb                       | アンナ                   |                                |
| 2013   | SHIBARI 壊れた二人 Une histoire d'amour                                       | 若い女                   |                                |
| 2018   | パリの恋人たち L'Homme fidèle                                                 | マリアンヌ               |                                |
| 2018   | シュヴァルの理想宮 ある郵便配達員の夢 L'Incroyable Histoire du facteur Cheval | フィロメーヌ・シュヴァル |                                |